# Ковач, Имре
И́мре Ко́вач (венг. Kovács Imre; 26 ноября 1921, Будапешт — 9 марта 1996, Будапешт) — венгерский футболист, тренер. В прошлом, нападающий сборной Венгрии.

## Карьера
Ковач начал карьеру в 1933 году в молодёжном составе клуба «Оэти», затем играл за ВСЗКРТ, «Татабанью» и «Диошдьёр». С 1945 по 1959 год выступал за МТК, в составе которой 3 раза выигрывал чемпионат Венгрии, 6 раз был серебряным призёром и 1 раз бронзовым.
С 1948 года по 1954 год выступал за сборную Венгрии, но провёл лишь 8 матчей, будучи дублёром Йожефа Божика.
В 1956 году начал тренерскую работу, возглавив МТК. Работал во множестве клубов, наибольших успехов добился с МТК и «Уйпештом».

## Достижения

### Как игрок
- Чемпион Венгрии: 1951, 1953, 1958
- Олимпийский чемпион: 1952
- Чемпион центральной Европы: 1953

### Как тренер
- Чемпион Венгрии: 1963, 1972, 1973
- Обладатель кубка Митропы: 1963